# Yorkshire Museum
Lo Yorkshire Museum (in italiano "museo dello Yorkshire") è un museo di York.